# Larvs socken
Larvs socken i Västergötland ingick i Laske härad, ingår sedan 1971 i Vara kommun och motsvarar från 2016 Larvs distrikt.
Socknens areal var 86,61 kvadratkilometer varav 86,02 land. År 2020 fanns här 757 invånare. Tätorten Larv med sockenkyrkan Larvs kyrka ligger i socknen.

## Administrativ historik
Socknen har medeltida ursprung men var då väsentligt mindre. Till Larv lades tidigast 1552 en del av den medeltida grannsocknen Borga socken (och resten till Edsvära socken). Efter 1555 lades även Edums socken till Larv.
Vid kommunreformen 1862 övergick socknens ansvar för de kyrkliga frågorna till Larvs församling och för de borgerliga frågorna bildades Larvs landskommun. Landskommunen utökades 1952 som 1971 ombildades till Larvs kommun som 1974 uppgick i Vara kommun. Församlingen utökades 2002 och uppgick 2018 i Varabygdens församling.
1 januari 2016 inrättades distriktet Larv, med samma omfattning som församlingen hade 1999/2000.  
Socknen har tillhört län, fögderier, tingslag och domsagor enligt vad som beskrivs i artikeln Laske härad. De indelta soldaterna tillhörde Skaraborgs regemente, Vilska kompani och Västgöta regemente, Laske kompani.

## Geografi
Larvs socken ligger sydost om Vara med Lidan i väster. Socknen är i norr en uppodlad slättbygd på Varaslätten och är i sydost en mossrik skogsbygd.

## Fornlämningar
Fyra hällkistor från stenåldern är funna. Från bronsåldern finns spridda gravrösen, skålgropsförekomster och stensättningar. Från järnåldern finns 13 gravfält, domarringar och resta stenar. På ett av gravfälten återfinns storhögen Larva bäsing. Tre runristningar har påträffats, två nu försvunna.

## Namnet
Namnet skrevs 1386 Larof och kommer från kyrkbyn. Namnet kan innehålla ett ånamn, Larf innehållande larva, 'springa långsamt' och syfta på vattendraget vid kyrkan.

## Befolkningsutveckling
Larvs socken och församling motsvarade fram till 2002 samma område och nuvarande distrikt bygger på samma gränser. Det går därför att följa befolkningsutvecklingen över tid för området i och med församlingens tidigare statistik och distriktets tillkomst. Det finns dock ingen befolkningsstatistik mellan 2002 och 2014 då församlingen gick samman med Längjum och Tråvads församlingar år 2002 och distrikten infördes först 2016.
| Befolkningsutvecklingen i Larvs socken 1810–2020 | Befolkningsutvecklingen i Larvs socken 1810–2020 | Befolkningsutvecklingen i Larvs socken 1810–2020 | Befolkningsutvecklingen i Larvs socken 1810–2020 | Befolkningsutvecklingen i Larvs socken 1810–2020 |
| ------------------------------------------------ | ------------------------------------------------ | ------------------------------------------------ | ------------------------------------------------ | ------------------------------------------------ |
|                                                  |                                                  |                                                  |                                                  |                                                  |
| År                                               |                                                  |                                                  | Folkmängd                                        |                                                  |
| 1810                                             | 1810                                             |                                                  | 1 140                                            |                                                  |
| 1820                                             | 1820                                             |                                                  | 1 145                                            |                                                  |
| 1830                                             | 1830                                             |                                                  | 1 450                                            |                                                  |
| 1840                                             | 1840                                             |                                                  | 1 594                                            |                                                  |
| 1850                                             | 1850                                             |                                                  | 1 761                                            |                                                  |
| 1860                                             | 1860                                             |                                                  | 2 091                                            |                                                  |
| 1870                                             | 1870                                             |                                                  | 2 285                                            |                                                  |
| 1880                                             | 1880                                             |                                                  | 2 378                                            |                                                  |
| 1890                                             | 1890                                             |                                                  | 2 096                                            |                                                  |
| 1900                                             | 1900                                             |                                                  | 1 837                                            |                                                  |
| 1910                                             | 1910                                             |                                                  | 1 732                                            |                                                  |
| 1920                                             | 1920                                             |                                                  | 1 667                                            |                                                  |
| 1930                                             | 1930                                             |                                                  | 1 508                                            |                                                  |
| 1940                                             | 1940                                             |                                                  | 1 369                                            |                                                  |
| 1950                                             | 1950                                             |                                                  | 1 260                                            |                                                  |
| 1960                                             | 1960                                             |                                                  | 1 142                                            |                                                  |
| 1970                                             | 1970                                             |                                                  | 1 000                                            |                                                  |
| 1980                                             | 1980                                             |                                                  | 951                                              |                                                  |
| 1990                                             | 1990                                             |                                                  | 872                                              |                                                  |
| 2000                                             | 2000                                             |                                                  | 769                                              |                                                  |
| 2015                                             | 2015                                             |                                                  | 719                                              |                                                  |
| 2020                                             | 2020                                             |                                                  | 757                                              |                                                  |
|                                                  |                                                  |                                                  |                                                  |                                                  |

## Personer från bygden
- Johan Runius (1679-1713), poet född i Larv.
- Arvid Afzelius (1714-1789), kontraktsprost i Larv.
- Adam Afzelius (1750-1837), botaniker född i Larv.
- Johan Afzelius (1753-1837), kemist född i Larv.
- Pehr von Afzelius (1760-1843), läkare född i Larv.